# Provincia del Brabante Flamenco
La provincia del Brabante Flamenco (en neerlandés: Vlaams-Brabant, en francés: Brabant flamand) es una provincia de Bélgica que forma parte de la región de Flandes. Nació de la escisión de la antigua provincia unitaria de Brabante entre el Brabante Flamenco y el Brabante Valón. El gentilicio con el que se denomina a los naturales y a quienes habitan en ella es brabanzón, brabanzona (plural: brabanzones).
La puesta en marcha de la escisión fue efectuada por un acuerdo de cooperación firmado el 30 de mayo de 1993 entre el Estado federal belga, las tres regiones autónomas en que está dividida Bélgica y las comunidades lingüísticas francesa y flamenca.
El nacimiento oficial de la provincia del Brabante Flamenco se consagró el 1 de enero de 1995.

## Demografía

### Evolución
| Gráfica de evolución demográfica de Brabante Flamenco entre 1846 y 2018 |
|                                                                         |

## Divisiones administrativas
La provincia de Brabante Flamenco se divide en dos Distritos (Lovaina y Halle-Vilvoorde), los cuales están divididos a su vez en 65 municipios.
| Arrondissement                    | Capital          | Municipios | Población (2018) | Superficie (km²) | Densidad (hab./km²) |
| --------------------------------- | ---------------- | ---------- | ---------------- | ---------------- | ------------------- |
| Arrondissement de Lovaina         | Lovaina          | 30         | 506,355          | 1.136,22         | 435                 |
| Arrondissement de Halle-Vilvoorde | Halle, Vilvoorde | 35         | 632,134          | 942,93           | 670                 |
| Total                             |                  | 65         | 1 138 489        | 2106,13          | 520                 |

## Municipios de Brabante Flamenco
| 1. Aarschot 2. Affligem 3. Asse 4. Beersel 5. Begijnendijk 6. Bekkevoort 7. Bertem 8. Bever 9. Bierbeek 10. Boortmeerbeek 11. Boutersem 12. Diest 13. Dilbeek 14. Drogenbos 15. Galmaarden 16. Geetbets 17. Glabbeek 18. Gooik 19. Grimbergen 20. Haacht 21. Halle 22. Herent 23. Herne 24. Hoegaarden 25. Hoeilaart 26. Holsbeek 27. Huldenberg 28. Kampenhout 29. Kapelle-op-den-Bos 30. Keerbergen 31. Kortenaken 32. Kortenberg 33. Kraainem | 34. Landen 35. Lennik 36. Lovaina 37. Liedekerke 38. Linkebeek 39. Linter 40. Londerzeel 41. Lubbeek 42. Machelen 43. Meise 44. Merchtem 45. Opwijk 46. Oud-Heverlee 47. Overijse 48. Pepingen 49. Roosdaal 50. Rotselaar 51. Scherpenheuvel-Zichem 52. Sint-Genesius-Rode 53. Sint-Pieters-Leeuw 54. Steenokkerzeel 55. Ternat 56. Tervuren 57. Tielt-Winge 58. Tienen 59. Tremelo 60. Vilvoorde 61. Wemmel 62. Wezembeek-Oppem 63. Zaventem 64. Zemst 65. Zoutleeuw |